# Prva liga Herceg-Bosne 1997-1998
La Prva liga Herceg-Bosne 1997-1998 è stata la quinta edizione del campionato della Repubblica Croata dell'Erzeg-Bosnia. La UEFA non riconosceva il torneo, quindi le squadre non potevano qualificarsi per le coppe europee.
È stata la seconda edizione a girone unico.

## Contesto storico
La N/FSBiH e la Federazione calcistica dell'Erzeg-Bosna siglarono un accordo secondo il quale le migliori squadre dei propri campionati avrebbero disputato i play-off per determinare la squadra campione e le altre qualificate alle coppe europee oltre che una finale tra le vincitrici delle rispettive coppe nazionali. La federazione calcistica della Repubblica Serba di Bosnia ed Erzegovina non aderì e organizzò i propri tornei, non riconosciuti dalla UEFA.

## Squadre partecipanti

### Profili
| Squadra                 | Città                 | Stagione 1996-97                |
| ----------------------- | --------------------- | ------------------------------- |
| NK Široki Brijeg        | Široki Brijeg         | campione                        |
| NK Troglav              | Livno                 | 2º                              |
| HNK Orašje              | Orašje                | 3º                              |
| HŠK Zrinjski            | Mostar                | 4º                              |
| HNK Ljubuški            | Ljubuški              | 5º                              |
| NK Kiseljak dragovoljac | Kiseljak              | 6º                              |
| HNK Stolac              | Stolac                | 7º                              |
| NK GOŠK                 | Gabela                | 8º                              |
| NK Posušje              | Posušje               | 9º                              |
| HNK Kostrč              | Kostrč, Orašje        | 10º                             |
| NK Vitez                | Vitez                 | 11º                             |
| NK Novi Travnik         | Novi Travnik          | 12º                             |
| NK Napredak             | Matići, Orašje        | 1º in 2. liga BOSANSKA POSAVINA |
| NK Usora Žabljak        | Usora                 | 1º in 2. liga SREDNJA BOSNA     |
| HNK Sloga Uskoplje      | Gornji Vakuf-Uskoplje | 1º in 2. liga ZAPAD             |
| NK Brotnjo              | Čitluk                | 1º in 2. liga JUG               |

### Formula
- La vincente è campione della Repubblica Croata dell'Erzeg-Bosnia ed assieme alla seconda classificata partecipa ai play-off con le squadre della comunità musulmana per 2 posti nella Coppa UEFA 1998-1999.
- Le ultime 4 classificate retrocedono in Druga liga Herceg-Bosne.

## Classifica
| Pos. | Squadra              | Pt | G  | V  | N | P  | GF | GS | DR  |
| ---- | -------------------- | -- | -- | -- | - | -- | -- | -- | --- |
| 1.   | Široki Brijeg        | 76 | 30 | 24 | 4 | 2  | 87 | 10 | +77 |
| 2.   | Zrinjski Mostar      | 64 | 30 | 19 | 7 | 4  | 72 | 21 | +51 |
| 3.   | Orašje               | 57 | 30 | 18 | 3 | 9  | 65 | 31 | +34 |
| 4.   | Brotnjo              | 56 | 30 | 16 | 8 | 6  | 64 | 29 | +35 |
| 5.   | Troglav              | 55 | 30 | 17 | 4 | 9  | 51 | 25 | +26 |
| 6.   | Stolac               | 49 | 30 | 14 | 7 | 9  | 57 | 35 | +22 |
| 7.   | Kiseljak Dragovoljac | 44 | 30 | 13 | 5 | 12 | 42 | 37 | +5  |
| 8.   | GOŠK Gabela          | 43 | 30 | 13 | 4 | 13 | 43 | 48 | -5  |
| 9.   | Ljubuški             | 43 | 30 | 13 | 4 | 13 | 46 | 44 | +2  |
| 10.  | Posušje              | 39 | 30 | 11 | 6 | 13 | 45 | 45 | 0   |
| 11.  | Sloga Uskoplje       | 35 | 30 | 10 | 5 | 15 | 44 | 64 | -20 |
| 12.  | NK Vitez             | 34 | 30 | 9  | 7 | 14 | 37 | 53 | -16 |
| 13.  | Novi Travnik         | 28 | 30 | 8  | 4 | 18 | 28 | 83 | -55 |
| 14.  | Napredak Matići      | 24 | 30 | 7  | 3 | 20 | 26 | 65 | -39 |
| 15.  | Usora Žabljak        | 22 | 30 | 6  | 4 | 20 | 36 | 81 | -45 |
| 16.  | Kostrč               | 12 | 30 | 3  | 3 | 24 | 21 | 93 | -72 |

Legenda:
      Ammesso ai play-off.
      Retrocesso in Druga liga Herceg-Bosne.
Note:
Tre punti a vittoria, uno a pareggio, zero a sconfitta.

## Classifica marcatori
| - 31 reti - Stanko Bubalo (Široki Brijeg) - 25 reti - Berislav Miloš (Sloga Uskoplje) - 22 reti - Mario Ivanković (Zrinjski Mostar) - 18 reti - Anđelko Marušić (Široki Brijeg) - 17 reti - Veselko Petrović (Vitez) - 15 reti - Mario Marušić (Ljubuški) - Slaven Damjanović (Orašje) | - 13 reti - Nikola Juričić (Brotnjo Čitluk) - Jozo Bule (GOŠK Gabela) - 12 reti - Ivo Mikić (Orašje) - Slađan Filipović (Široki Brijeg) - 11 reti - Vladimir Brašnić (Brotnjo Čitluk) - Rajko Vidović (Kiseljak Dragovoljac) - Dario Mulkalić (Stolac) - 10 reti - Denis Ćorić (Brotnjo Čitluk) |